# Коваль, Виктория Александровна
Виктория Александровна Коваль (род. 11 июня 1985 года в Харькове) — украинская лучница, мастер спорта Украины международного класса, участница летних Олимпийских игр 2008 года.

## Биография
С 2006 года Коваль является членом национальной сборной команды Украины. В 2007 году она стала призёром чемпионата мира по стрельбе из лука. В 2010 году она выиграла чемпионат Европы. В 2008—2010 годах занимала призовые места на Кубках мира. Участница Олимпийских игр 2008 года в Пекине. В квалификации набрала 641 очко, в первом раунде сошлась с чешкой Барборой Гораковой и выиграла со счётом 109—107, но в следующем раунде проиграла мексиканке Аиде Роман 111—105.
Виктория Коваль — член Исполнительного комитета Всемирной федерации стрельбы из лука, глава Комиссии атлетов Всемирной федерации стрельбы из лука, член Национального олимпийского комитета Украины и Комиссии атлетов Национального олимпийского комитета Украины.
В 2008 году окончила химический факультет Харьковского национального университета им. В. Н. Каразина, а в 2009 году — магистратуру Харьковской государственной академии физической культуры. В настоящее время преподаёт в Харьковском университете дисциплину «Физическое воспитание» (специализация — «стрельба из лука»).